# 力榮堂書室

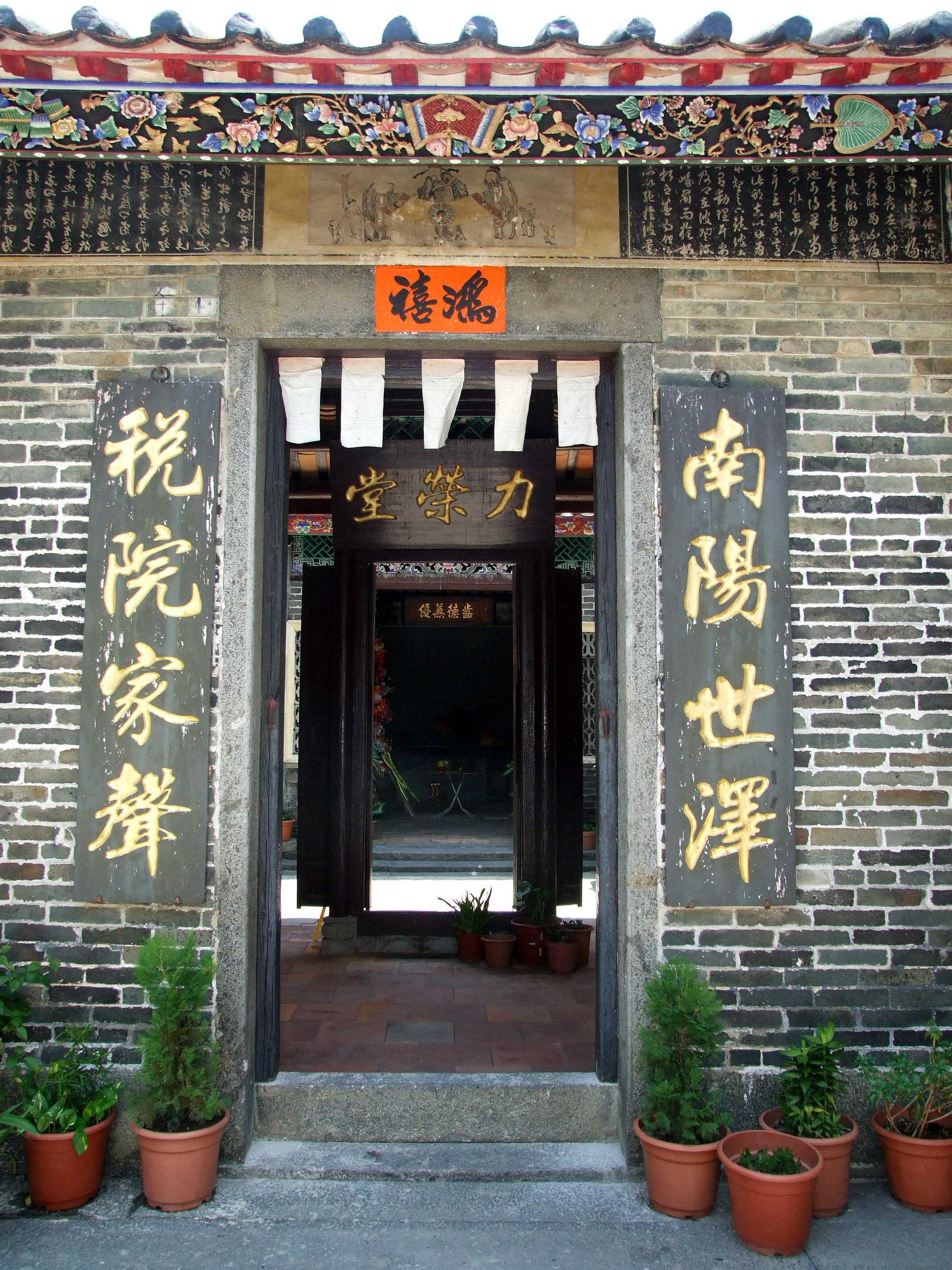
力榮堂書室

力榮堂書室，簡稱力榮堂，又名大書房，位於香港新界元朗區錦田水頭村，是新界五大氏族錦田鄧氏鄧履元之後人興建的書室，為族中子弟辦學之用。書室於1994年被評為二級歷史建築，並於2010年5月17日獲確認為一級歷史建築。

## 建築
力榮堂書室約為建於清朝康熙年間，為兩進兩院三開間建築，正面為凹斗式，大門門聯「南陽世澤；稅院家聲」，大門上的書法甚具特色，左上方的字是一般的書法字，而在右上方的書法則是用「反書」所寫，入口處為前院，照壁對聯「閱盡人情眼界寬；知多世事胸襟闊」，兩進之間有天井，兩側設有廂房，左方設有月門，月門對聯「折桂何其便捷；簪花自是尋常」，正廳有《齒德兼優》牌匾，乃道光十五年學士鄧光斗所書。

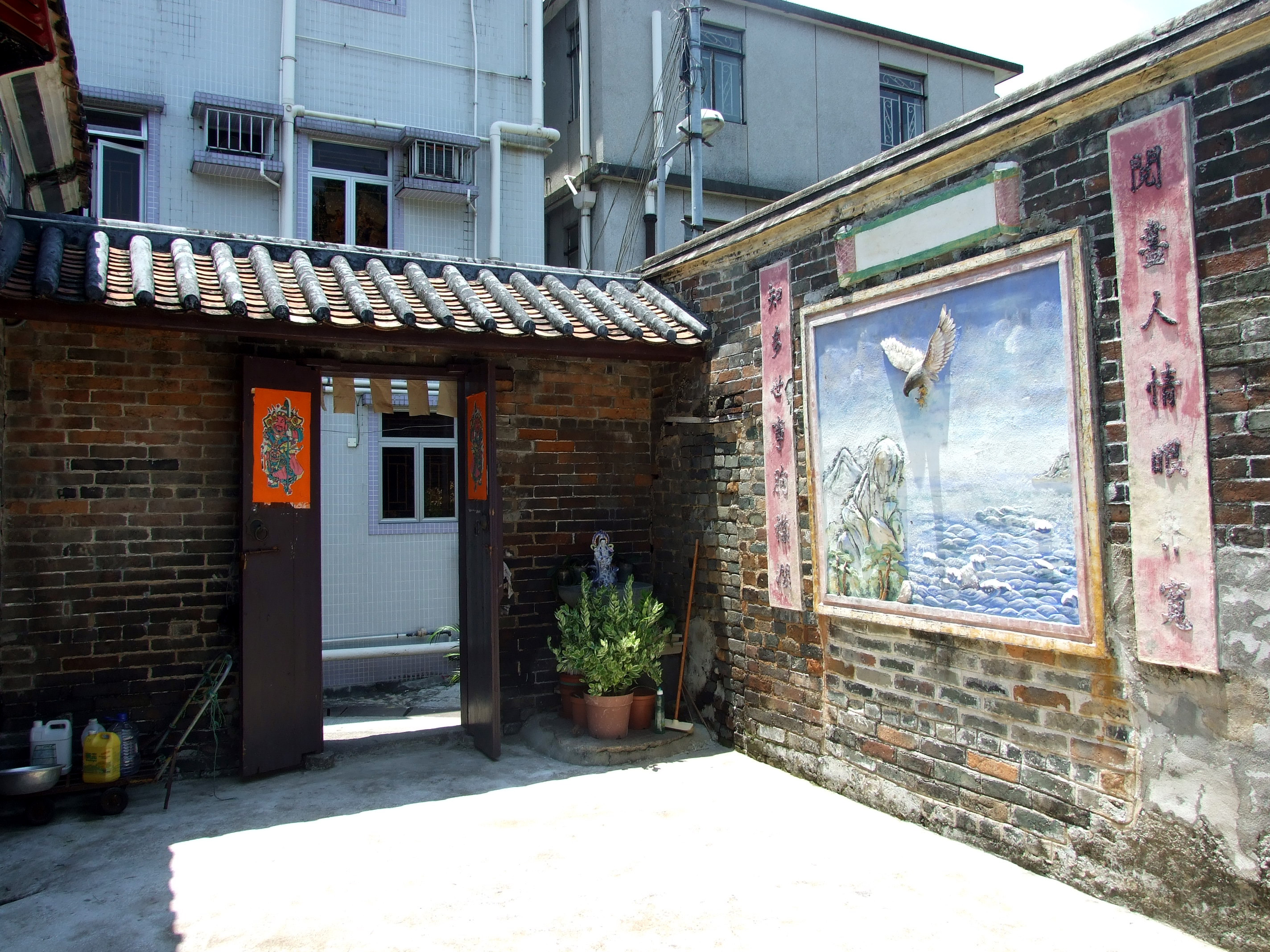
前院
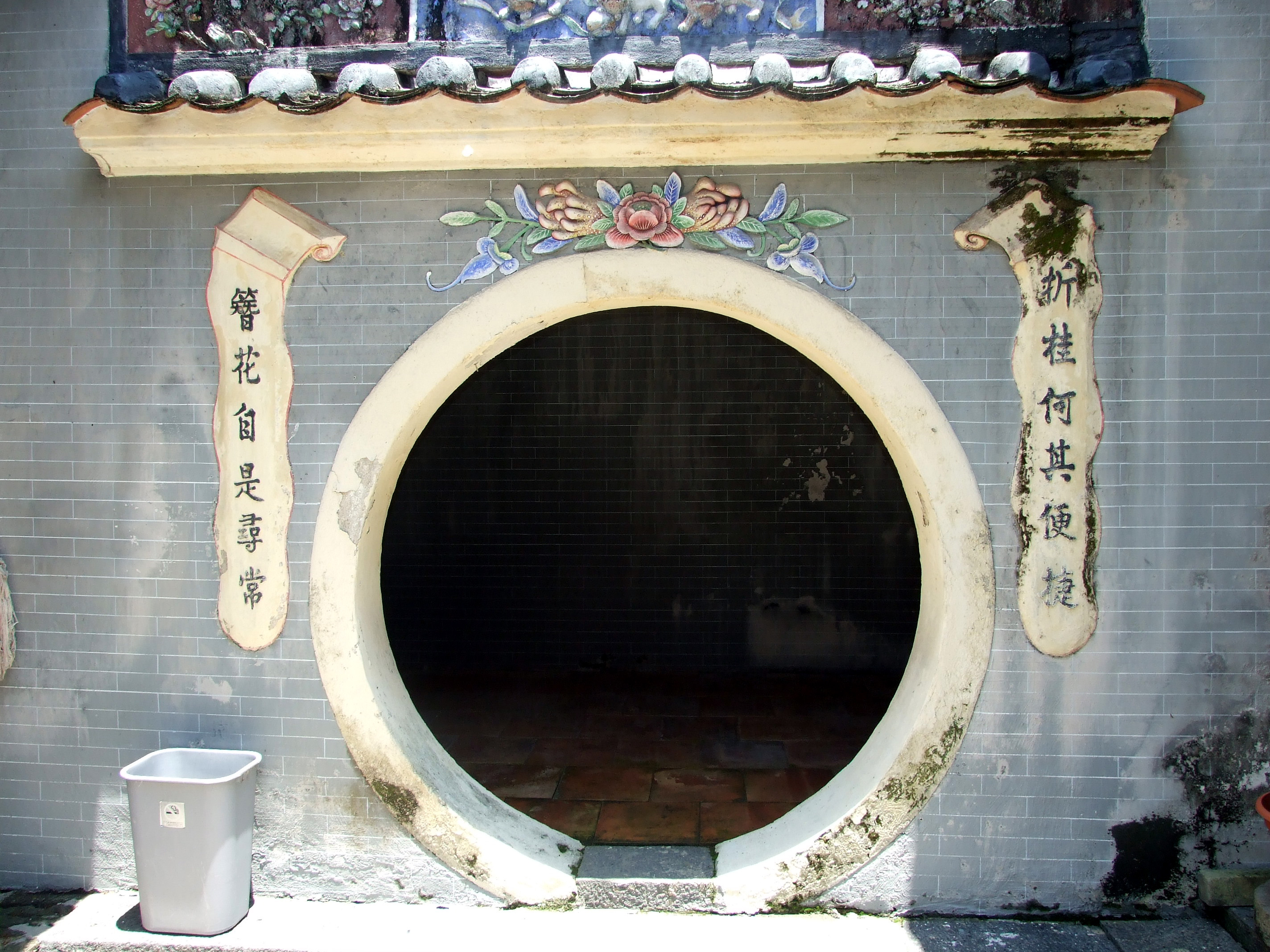
月門
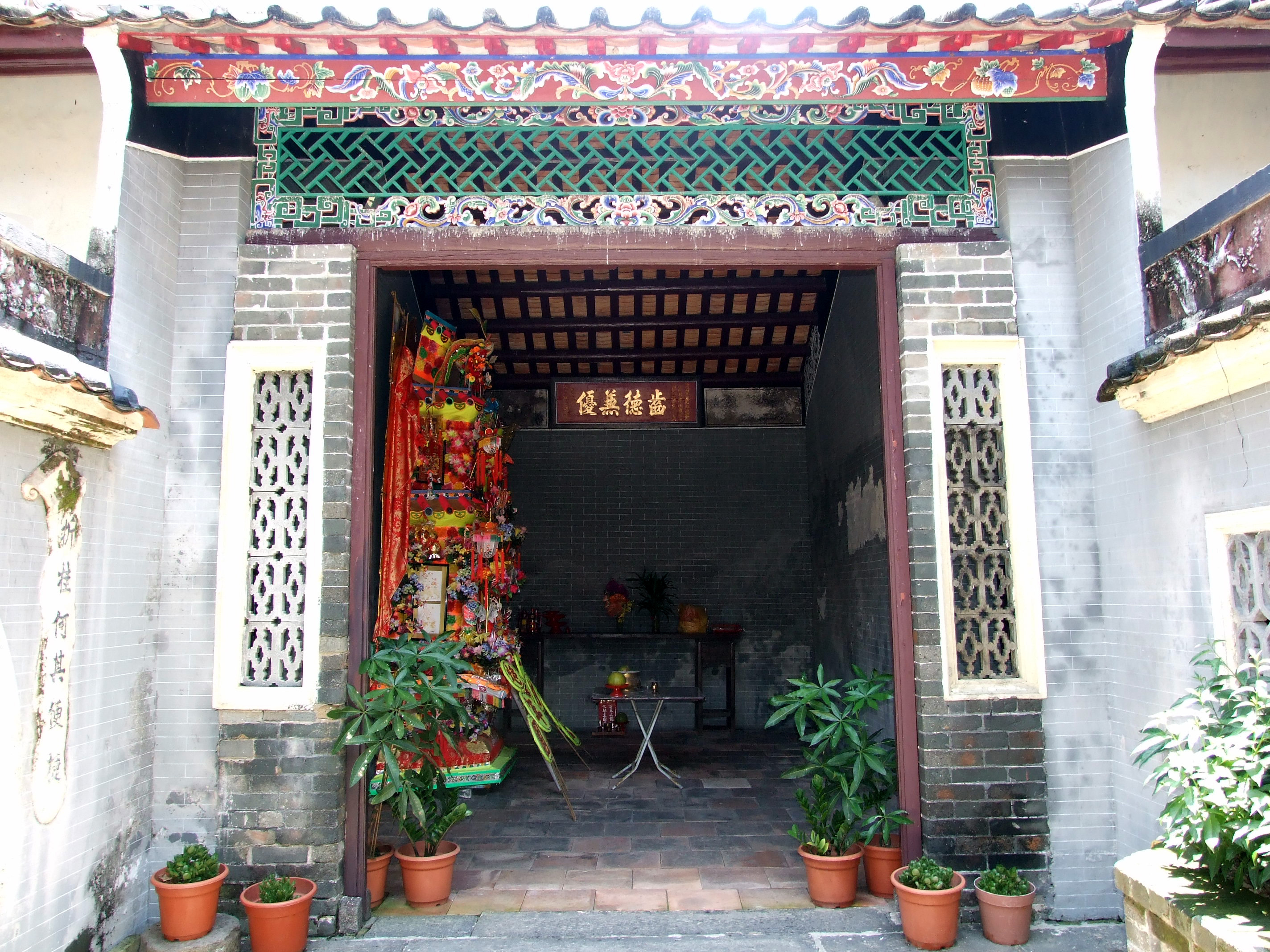
正廳

## 用途
力榮堂為村內族人提供教育及教師居住之所，但其後失去教育的作用而成為族人存放雜物之所。由於日久失修，香港政府出資200多萬港元重修，於2005年9月完成開放與市民參觀。

## 外部連結
- 力榮堂（页面存档备份，存于）